# Place Alphonse-Deville
La place Alphonse-Deville est une voie située dans le quartier Notre-Dame-des-Champs du 6e arrondissement.

## Situation et accès
La rue place Alphonse-Deville est desservie par les lignes 10 et 12 à la station Sèvres - Babylone.

## Origine du nom
Elle honore le conseiller Alphonse Deville (1856-1932), qui fut président et doyen d'élection du Conseil municipal de Paris.

## Historique
Cet espace est une ancienne portion du boulevard Raspail, renommé en 1933.

## Bâtiments remarquables et lieux de mémoire
- L'hôtel Lutetia.
- Le monument hommage à François Mauriac, par Haïm Kern (1990).